# Ludvig Dam
Hans Peter Ludvig Dam (Nykøbing Falster, Guldborgsund, Sjælland, 24 de març de 1884 – Odense, Syddanmark, 29 de maig de 1972) va ser un nedador danès, especialista en esquena, que va competir a principis del segle xx.
Als Jocs Intercalats de 1906 va disputar la prova dels 100 metres lliures, quedant eliminat en la primera ronda.
El 1908, als Jocs de Londres, guanyà la medalla de plata en la prova dels 100 metres esquena. Com a membre de l'equip danès quedà eliminat en la primera ronda de la competició dels relleus 4x200 metres lliures.